# 2564 Kayala
2564 Giải Đặc Biệt